# Alberto José Poletti

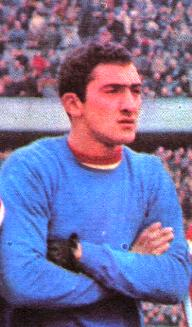
Alberto José Poleti

Alberto José Poletti (Buenos Aires, 20 de julho de 1946) é um ex-futebolista e argentino, que atuava como goleiro. Poletti é um símbolo da época mais gloriosa do Estudiantes de La Plata, sendo considerado um dos melhores arqueiros na segunda metade dos anos 60, quando o clube platense foi multicampeão. Além das grandes defesas, era conhecido por provocar seus adversários em campos. Flaco como era apelidado foi o goleiro titular do clube Pincha na conquista do Metropolitano de 1967, quando o Estudiantes quebrou a hegemonia dos "grandes" clubes argentinos na era profissional do futebol nacional. Alberto Poletti foi o goleiro principal do clube rojo y blanco nas campanhas vitoriosas da Copa Libertadores em 1968 e 1969, chegando a glória mundial em 1968 com a conquista da Copa Intercontinental em pleno Old Trafford após bater o Manchester United em um confronto de dois jogos.

## Carreira

### Categorias de base
Como muitos goleiros famosos, acabou ocupando a posição por acidente. A história conta que em meados dos anos 50, enquanto jogava um torneio de "baby" no Luna Park, Poletti (que atuava como wing pela direita) teve que ir para o gol porque apenas goleiros de 1,57m de altura eram admitidos e o titular da sua equipe excedido em apenas alguns centímetros. Por suas atuações neste campeonato juvenil em um clube de seu bairro (Círculo Católico de Obreros de Palermo, conseguiu chegar as categorias de bases do Atlanta, clube sediado no bairro de Villa Crespo, região onde passou sua infância e adolescência. O Atlanta frequentava a elite, mas Poletti aos 13 anos na época, nunca chegou a intergrar a equipe principal.
Polettti estréiou no futebol profissional em 1961, com apenas 15 anos jogou a Primera "c" por um modesto clube do bairro de Villa Soldati, o Sacachispas. Pouco anos antes, também, havia surgido um grande goleiro da época neste clube, Néstor Errea, que mais tarde seria companheiro de Alberto Poletti em La Plata.
No início de 1964 suas boas atuações chamaram a atenção dos dirigentes do Estudiantes de La Plata, passou ao clube platense junto com um companheiro de equipe, Eduardo Luján Manera, que também faria história no clube rojiblanco. Não foi jogar diretamente no primeiro time, mas na Terceira Divisão. Uma categoria que permaneceria na memória do clube como "La Tercera que Mata", sendo vice-campeão em sua divisão em 1964 e campeões em 1965.
Alberto Poletti foi o goleiro deste time juvenil do Estudiantes, La Tercera que Mata era um extraordinário time composto por jovens iniciados no clube platense, foram campeões de sua divisão em 1965 com um futebol que dava espetáculo e foi pioneiro no jogo polifuncional que o Estudiantes aplicaria em campo nos final dos anos 60. Esse time acabaria sendo a base que anos mais tarde conquistariam a três vezes a Copa Libertadores e o Mundial de Clubes, era formado por grandes valores da história do clube: Juan Ramón Verón, Oscar Malbernat, Juan Echecopar, Eduardo Manera, Alberto Poletti, Julio Santella, Ramón Aguirre Suárez, Carlos Pachamé, Hugo Mateos, Carlos Maschio, Raúl Forteis, Eduardo Bocha Flores.

### Estudiantes
Em 1965, com apenas 18 anos, Poletti foi promovido ao elenco que disputava a Primeira Divisão para nunca mais voltar as categorias de base do Estudiantes. Graças a chegado do jovem treinador Osvaldo Zubeldía, que chegou ao clube em janeiro de 1965 e logo subiu oito jogadores campeões com os juvenis. Sua estreia oficial ocorreu em 25 de Abril de 1965, em derrota como visitante para o Banfield por 2-3 durante a segunda rodada da Primera División 1965, tomando o posto de titular de Juan Alberto Oleynicky (histórico arqueiro do clube, que havia sido titular na primeira rodada - uma derrota em casa por 0-2 para o Rosário Central). Com a confiança do técnico, Poletti foi titular em todo o restante do campeonato, em que o Estudiantes termicou em 5º lugar dentre 18 equipes. O primeiro clean sheet ocorreu no jogo seguinte, pela terceira rodada do campeonato. O rojiblanco venceu o Platense por 1-0 em Saavedra, 28 de abril de 1965. Na 29ª rodada de seu torneio de estreia teve a alegria de defender seu primeiro pênalti, durante uma vitória do Pincha por 2-1 contra o Chacarita Juniros como visitante em 19 de novembro de 1965.
Poletti jogou 33 das 34 partidas do Estudiantes no Campeonato Argentino de 1965, sofrendo 37 gols e terminando 8 vezes com o gol invicto. No ano seguinte, o jovem goleiro confirmou suas boas atuações. Das 38 rodadas da Primera División 1966, Poletti jogou em 35 partidas (ficando de fora em 3 jogos por lesão, quando foi substituído por Juan Alberto Oleynick), ficando com o gol invicto em 16 jogos e sofrendo 32 gols. O time Pincharrata terminou em 7º lugar. Aos 20 anos e com apenas duas temporadas como titular, Flaco já era considerando um dos melhores arqueiros do futebol argentino.
O ano de 1967 foi histórico para o Estudiantes, com o jovem goleiro defendendo o gol rojiblanco, o time comandado por Osvaldo Zubeldía venceu o Metropolitano de 1967 derrotando na final o Racing de José Pizutti por 3-0 em 6 de agosto de 1967 no Estádio El Gasómetro no bairro de Boedo (a equipe de José seria campeã da Copa Libertadores da América daquele ano alguns dias mais tarde). A conquista quebrou a hegemonia dos "grandes" da Argentina (Boca Juniors, River Plate, San Lorenzo, Racing e Independiente)) que monopolizavam os torneios nacionais desde o início da era profissional em 1931. O feito do Estudiantes ainda foi maior por ter derrotado o Racing por três vezes no Metropolitano de 1967, a Equipe de José Pizutti seria campeã mundial ao final daquele ano de 1967.
Poletti atuou em todas as 24 partidas do Estudiantes no Metropolitano de 1967, sofrendo 18 gols ao longo da vitoriosa campanha e mantendo o gol rojiblanco invicto em 14 ocasiões, incluindo a final contra o Racing Club.
No Nacional de 1967 o Estudiantes LP teve mais uma excelente performance, terminando como vice-campeão (com apenas 2 pontos a menos que o campeão Independiente). O clube Pincha foi o único time invicto do torneio e teve a melhor defesa do Nacional de 1967,  Poletti sofreu apenas 8 gols nas 15 partidas do clube no torneio, além de manter 7 clean sheets.
Alberto Poletti foi espetacular em 1967, jogou todos os 3510 minutos que o seu time esteve em campo (24 jogos no Metropolitano e 15 no Nacional), seus reservas, Mario Flores e Oscar Pezzano tiveram que se alternar no bancos. Flaco obteve 21 clean sheets nos 39 jogos oficiais do ano e uma média de 0,66 gols por partida, colocando-o definitivamente com um dos melhores goleiros argentinos na época.
Em 27 de Janeiro de 1968, Alberto Poletti e Estudiantes LP jogavam pela primeira vez uma partida de âmbito continental, era a estreia na Copa Libertadores da América de 1968, na qual venceu o Independiente em Avellaneda por 4-2. O goleiro disputou todos os 16 jogos da campanha que resultou em um título histórico para o time da cidade de La Plata. Poletti manteve-se invicto no gol platense em 8 ocasiões. Na primeira fase sofreu apenas 3 gols em 6 partidas, o clube rojiblanco classificou-se em primeiro a frente do Independiente. Na segunda fase, mais uma vez a defesa sofreu poucos gols, Poletti concedeu apenas 2 gols em 4 jogos e os Pincharratas passaram as semifinais, mais uma vez deixando para trás o Independiente.
Para chegar aos título continental o Estudiantes LP enfrentou em duelos históricos nas semifinais o Racing (atual campeão da competição) e na final o Palmeiras em duelos de 270 minutos. A terceira partida da final foi em Montevidéu, no dia 18 de maio de 1968, Poletti fechou o gol platense, ajudando ao Estudiantes vencer o Palmeiras por 2-0 e assim, conquistar a Copa Libertadores da América de 1968, um título inimaginável para um clube que até a chegada de Osvaldo Zubeldía brigava apenas para não cair para segunda divisão.
Durante a trajetória na Copa Libertadores da América de 1968, Estudiantes também disputou o Metropolitano de 1968, em qual o elenco rojiblanco fez mais um excelente trabalho. Classificado em segundo de seu grupo na Primeira Fase, o clube Pincha jogou a semifinal contra o Vélez Sarsfield em 31 de Julho de 1968, no Estádio El Cilindro, em Avellaneda, e com uma atuação notável de Poletti venceu por 1-0 e avançou a final. O Estudiantes foi mais uma vez vice-campeão argentino, após ser derrotado pelo San Lorenzo no Estádio Monumental de Nuñez por 1-2 em  4 de agosto de 1968.
No segundo semestre de 1968, o Estudiantes deixou a competição doméstica de lado para concentrar todos os esforços no confronto da Copa Intercontinental contra o Manchester United da Inglaterra. Ao término do Nacional de 1968, Poletti tinha jogado 27 das 39 partidas disputadas pelos Pinchas em competições nacionais.
Em 25 de setembro de 1968, o Estudiantes encontrava o Manchester United pela primeira partida das finais da Copa Intercontinental de 1968, mais de 66 mil torcedores estiveram presentes em La Bombonera (Estádio do Boca Juniors). Em uma noite de extrema segurança de Poletti no gol platense, o rojiblanco venceu por 1-0 com gol de Marcos  Conigliaro.
Depois de uma espera, que parecia eterna, a segunda partida foi disputada no Estádio Old Trafford em 16 de outubro de 1968. Uma enorme animosidade esperava os jogadores argentinos em campos, fruto de tensões vivencidas entre argentinos e britânicos nas quartas-de-finais da Copa do Mundo de 1966 e do violento confronto entre Racing e Celtic na Copa Intercontinental de 1967. Rótulados por praticarem o "anti-futebol", os argentinos foram recebidos pelos gritos de "animais" pelos torcedores ingleses (63 mil espectadores estavam presente), que também se baseavam em relatos do jornais ingleses da época de muita violência, socos e pontapés na partida de ida na Argentina.
Uma chuva forte precedeu o jogo em Manchester, resultando em um grande aguaceiro e um gramado extremamente pesado, o que favoreceu os estilo ultradefensivo dos argentinos. O goleiro Alberto Poletti manteve-se intransponível com defesas fundamentais diante de George Best e Bobby Charlton e com a ajuda de atuações defensivas notáveis do capitão Oscar Malbernat e Néstor Togneri manteve sua invencibilidade até os 44 minutos do segundo-tempo, quando Willie Morgan empatava a partida, o já Estudiantes vendia desde os 7 minutos de partida com gol da estrela do elenco platense, Juan Ramón Verón. O time de La Plata neutralizou compretamente o ataque do Manchester United abusando de sua força defensiva e da segurança de Poletti no gol. O Estudiantes tornava-se apenas o segundo clube argentino campeão do mundo e Flaco aos 22 anos de idade eternizava-se na história do futebol argentino.
No início do ano, o Estudiantes venceu a primeira edição da Copa Interamericana após um confronto de três jogos contra o Toluca do México. Poletti jogou as 3 partidas, incluindo o jogo desempate que ocorreu em 21 de fevereiro de 1969 no Estádio Centenario em Montevidéu, o Estudiantes vecenu por 3-0.
Em 1969, Alberto Poletti teve um excelente primeiro semestre, o Estudiantes não avançou em seu grupo para as semifinais do Metropolitano de 1969, mas conseguiu defender seu título continental da Copa Libertadores da América. O jovem goleiro platense novamente foi titular. Como era atual campeão, o clube de La Plata entrou no torneio direto nas semifinais. Foram necessárias apenas 4 partidas para a conquista da Copa Libertadores da América de 1969, Poletti jogou em 3 jogos (ficando de fora apenas do primeiro confronto contra a Universidad Católica do Chile. O clube Pincharrata venceu o Nacional-URU nos dois confrontos da final: 1-0 em La Plata (15 de Maio de 1969) e 2-0 em Montevidéu (22 de maiode 1969). Flaco sofreu apenas um gol em três partidas.
No segundo semestre de 1969, Alberto José Poletti foi protagonista de um desagradável episódio que marcou em definitivo sua carreira e a fama de "antifutebol" dos clubes argentinos e sulamericanos, o sangrento confronto entre Estudiantes e Milan pela Copa Intercontinental de 1969. A primeira partida ocorreu em 8 de Outubro de 1969 em Milão. Apesar do argentinos dominarem 60 minutos da partidas, os italianos venceram por 3-0 e abriram grande vantagem, uma vez que aquela edição seria a primeira que levaria em conta o saldo de gols para determinar o campeão e não mais um terceiro jogo desempate.
O jogo de volta ocorreu duas semanas depois, em La Bombonera no dia 22 de outubro de 1969. O Milan saiu na frente, mas logo o Estudiantes conseguiu rapidamente a virada com 2 gols em 70 segundos ao fim do primeiro tempo. No entanto, com o início do segundo tempo, o descontrole do time platense foi aumento com o passar do tempo. Não propriamente todos se descontrolaram, Bilardo estava em uma noite especial junto a Togneri e Malbernat. A brutalidade que envergonhou o futebol argentino veio de um trio de defensores, o goleiro Poletti e os zagueiros Aguirre Suárez e Luján Manera. Logo no início da partida, Combín (autor de um gol na ida e considerado "desertor" do exército na Argentina) sofreu um chute no rosto, desferido pelo goleiro Poletti, que gritava "porco traidor vamos quebrar suas pernas". Aguirre Suárez golpeava o ítalo-brasileiro Sormani (autor de 2 gols em Milão) com a e sem bola em disputas aéreas, lesionou Prati (em seguida chutado por Poletti, que atravessou metade do campo apenas para agredir o italiano, caído ao chão inconsciente, com um chute nas costas) e soltou o cotovelo no “traidor da pátria”, o franco-argentino Combín, fraturando-lhe o nariz e inchando-lhe o olho por dias (Combín sofreu fratura do septo nasal com a agressão). A imagem de Combín empapado em sangue e desfigurado foi o grande símbolo da noite de horrores em Buenos Aires. Rivera, após falta dura em Echecopar, foi agredido pelo ensandecido Aguirre Suárez, ali enfim expulso. O mesmo Rivera, ao fazer cera, tirou do sério Manera, que lhe desferiu um soco na nuca e também foi avermelhado pelo juiz. O último ato do trio de horrores veio após o fim da partida: um dos alvirrubros lúcidos, o garoto Daniel Romeo, foi cumprimentar o milanista Lodetti, e de repente Poletti interrompeu o gesto, correndo desde sua meta para agredir o italiano com joelhadas nas costas.
Após a reunião, o governo militar liderado pelo ditador Juan Carlos Onganía (extremamente moralista) tentou dar um exemplo de boa conduta e decretou a prisão do trio (Poletti, Manera e Aguirre Suárez) por 30 dias na penitenciária de Villa Devoto. Além disso, os defensores Manera e Aguirre Suárez foram suspensos com 20 e 30 jogos respectivamente pela AFA e além de suspensão em jogos internacionais por três e cinco anos respectivamente. O goleiro Alberto Poletti, que não foi expulso durante a partida (seu chute em Prati passou desapercebido em campo) recebeu uma penalidade vitalícia, foi banido do futebol por toda sua vida (uma punição inédita e que manchou para sempre sua carreira futebolística); embora, felizmente, para ele, quando o governo argentino mudou no ano seguinte, ele foi perdoado (Flaco passsou sete meses sem jogar devido ao banimento).
Em 1969, e por causa dessa longa suspensão, Poletti jogou o menor número de jogos em torneios locais desde sua estreia, apenas 13 (11 no Metropolitano e 2 no Nacional), antes do evento Intercontinental. Durante a sua suspensão foi substituído por Néstor Errea, recém contratado ao Boca Juniros e que foi titular do Estudiantes na conquista da Copa Libertadores da América de 1970.
Devido a suspensão, Flaco perdeu o Metropolitano de 1970, a anistia veio para o Nacional no mesmo ano, onde os Estudantes fizeram uma caminhada irregular. No entanto, e apesar da falta de ritmo após uma parada de tantos meses, ele jogou 13 dos 20 jogos para seu time, no evento que marcaria não apenas sua saída do clube, mas também a aposentadoria do técnico Osvaldo Zubeldía e de Bilardo. Seu último jogo em nível local ocorreu em Liniers, em 16 de dezembro de 1970, foi em uma partida contra Vélez Sarsfield, que terminou 1-1.

### Huracán
No verão de 1971, Poletti chegava ao Huracán para uma breve passagem. Flaco permaneceu no clube do Parque de los Patricios apenas durante o Metropolitano de 1971, um torneio no qual sua equipe terminou na 9ª posição entre os 19 participantes. O goleiro esteve presente em 14 dos 36 jogos disputados por uma equipe na qual já havia jogadores como Alfio Basile, Daniel Buglione, Carlos Babington, Miguel Brindisi e Roque Avallay.

### Olympiacos
Cansado de polêmicas na Argentina e afetados por lesões, Alberto Poletti seguiu para o futebol grego em 1972. No Olympiacos fez parte do elenco campeão grego de futebol e da Copa da Grécia na temporada 1972-1973. Disputou apenas 6 amistosos com a camisa do clube grego, não chegou a jogar nenhuma partida oficial. Sua retirada do futebol ocorreu precocemente, antes do goleiro completar 28 anos de idade.

## Títulos

### Estudiantes de La Plata
- Primera División: Metropolitano de 1967
- Copa Libertadores da América: 1968, 1969
- Copa Intercontinental: 1968
- Copa Interamericana: 1968

### Olympiacos
- Campeonato Grego de Futebol: 1972-73
- Copa da Grécia: 1972-73